# Lilydale
Lilydale é uma cidade localizada no estado americano de Minnesota, no Condado de Dakota.

## Demografia
Segundo o censo americano de 2000, a sua população era de 552 habitantes.
Em 2006, foi estimada uma população de 631, um aumento de 79 (14.3%).

## Geografia
De acordo com o United States Census Bureau tem uma área de
2,4 km², dos quais 1,9 km² cobertos por terra e 0,5 km² cobertos por água.

## Localidades na vizinhança
O diagrama seguinte representa as localidades num raio de 8 km ao redor de Lilydale.